# Convenzione di Mantova
La convenzione di Mantova fu l'accordo sottoscritto il 23 aprile 1814  che sancì la cessione provvisoria dei territori del Regno d'Italia all'Austria. Successivamente, i territori della Lombardia e del Veneto furono definitivamente ceduti al controllo austriaco con il congresso di Vienna. Il 7 aprile 1815 nacque il Regno Lombardo-Veneto.

## Convenzione di Schiarino-Rizzino
Alla convenzione di Mantova si giunse come conseguenza degli eventi accaduti dopo l'armistizio che era stato siglato dal viceré Eugenio di Beauharnais e dal generale austriaco Heinrich Johann Bellegarde a Villa Schiarino-Rizzino il 16 aprile 1814. Il viceré, avendo abdicato Napoleone, sconfitto definitivamente dalla sesta coalizione, aspirava a sostituirlo nel ruolo di re d'Italia.
Furono l'opposizione del senato del regno e, il 20 aprile, moti popolari a Milano che portarono all'omicidio del ministro delle finanze Giuseppe Prina, a indurre Eugène de Beauharnais alla cessione del Regno d'Italia all'Impero austriaco.
Perciò, il 23 aprile a Mantova, dopo una prima sottoscrizione del conte di Ficquelmont, ciambellano di S.M. l'imperatore d'Austria, e del generale di divisione barone Carlo Zucchi, governatore di Mantova, la convenzione, che decretò la fine del Regno d'Italia, fu ratificata da Eugène de Beauharnais e da Heinrich Johann Bellegarde.
De Beauharnais abdicò il 26 aprile 1814 e con la moglie Augusta di Baviera e la quintogenita Teodolinda, nata pochi giorni prima a Mantova, se ne andò a Monaco di Baviera presso il suocero Massimiliano I, re di Baviera.